# ATSC
ATSC é a sigla de Advanced Television System Committee. É o padrão norte-americano de TV Digital, desenvolvido a partir de 1987 por um grupo de 58 indústrias de equipamentos eletroeletrônicos. Desde outubro de 98, está em operação comercial nos Estados Unidos. Foi implantado também no Canadá, no México e na Coreia do Sul. Tem um mercado atual de 267 milhões de televisores.
Seu desenvolvimento foi pensado para operar com conteúdo audiovisual em alta definição (HDTV). A opção do consórcio ATSC garante a melhor resolução de imagem possível. Ao mesmo tempo, restringe a capacidade de transmissão a um só programa por canal.
- Aplicações: EPG, t-GOV, t-COM, Internet
- Middleware: DASE
- Compressão: Dolby AC-3 e MPEG-2 HDTV
- Transporte: MPEG-2
- Modulação: 8-VSB

## Países que usam o ATSC
- Estados Unidos
- Canadá
- México
- Bahamas
- Coreia do Sul
- Porto Rico - Estado Associado Americano
- República Dominicana